# Lemberg (Alpes Suábios)
Lemberg, raramente aportuguesado como Lemberga, (a desinência -berg significa monte) tem uma altura de 1.015 msnm e é o monte mais alto dos Alpes Suábios no estado federado alemão de Baden-Württemberg. Está localizado no sudoeste dos Alpes Suábios, cerca de 1,5 km ao norte de Gosheim.